# Ligusticum hultenii
Ligusticum hultenii là một loài thực vật có hoa trong họ Hoa tán. Loài này được Fernald mô tả khoa học đầu tiên năm 1930.